# ریکاردو فلنی
ریکاردو فلنی (به انگلیسی: Riccardo Fellini) (زاده ۲۱ فوریه ۱۹۲۱ – درگذشته ۲۶ مارس ۱۹۹۱) بازیگر و کارگردان ایتالیایی بود.
از فیلم‌های معروف او می‌توان به بازی در فیلیپه دربلی اشاره کرد.